# Hekatoncheiren
De Hekatoncheiren (Oudgrieks Ἐκατόγχειρες - Honderdhandigen), ook Hecatonchiren (gelatiniseerd) of Centimanen (Latijn: Centimani) zijn drie monsterachtige reuzen uit de Griekse mythologie, die, naar verluidt, honderd handen en vijftig hoofden hadden en met hun enorme kracht en strijdlust een beslissende rol speelden in de oorlog tussen de Olympische goden en de Titanen.

## Ontstaan
De Hekatoncheiren heetten Briareos ("de sterke", ook wel Aigaion of Aegaeon in het Latijn), Gyges en Kottos of Cottus. 
Het waren de oudste zonen van de aardmoeder Gaia en de hemelgod Ouranos. Hun vader hield ze opgesloten in Gaia's baarmoeder, uit angst dat ze hem ten val zouden kunnen brengen. Ook hun jongere broers en zusters, de Cyclopen en de Titanen, ondergingen dit wrede lot. Gaia's moederhart bloedde en ze hitste haar zoons tegen Ouranos op. De Titaan Kronos bracht zijn vader ten val, maar hij sloot na zijn machtsovername de Hekatoncheiren en Cyclopen op in de Tartaros. Daar moesten ze wachten tot Kronos' zoon Zeus hen bevrijdde om aan zijn zijde tegen de Titanen te strijden. Nadat Zeus en de Olympiërs uit deze Titanomachie als overwinnaars kwamen, werden de Hekatoncheiren aangesteld als bewakers van de in de Tartaros geboeide Titanen.
Later haalde de Nereïde Thetis Briareos erbij om de geboeide Zeus te bevrijden toen deze het slachtoffer van een familie-intrige geworden was, die was beraamd van zijn vrouw Hera, broer Poseidon en dochter Athena. 
Briareos, die ook Aigaion of Aigaios genoemd werd, huwde Poseidons dochter Kymopolea. Hun beider dochter was Oiolyka, de godin van de vloedgolven.
De drie broers vochten volgens Hesiodus aan de zijde van de Olympiërs, maar volgens Vergilius streden ze aan de zijde van de Titanen en werd Briareus begraven onder de Etna.